# Klosettpalatset

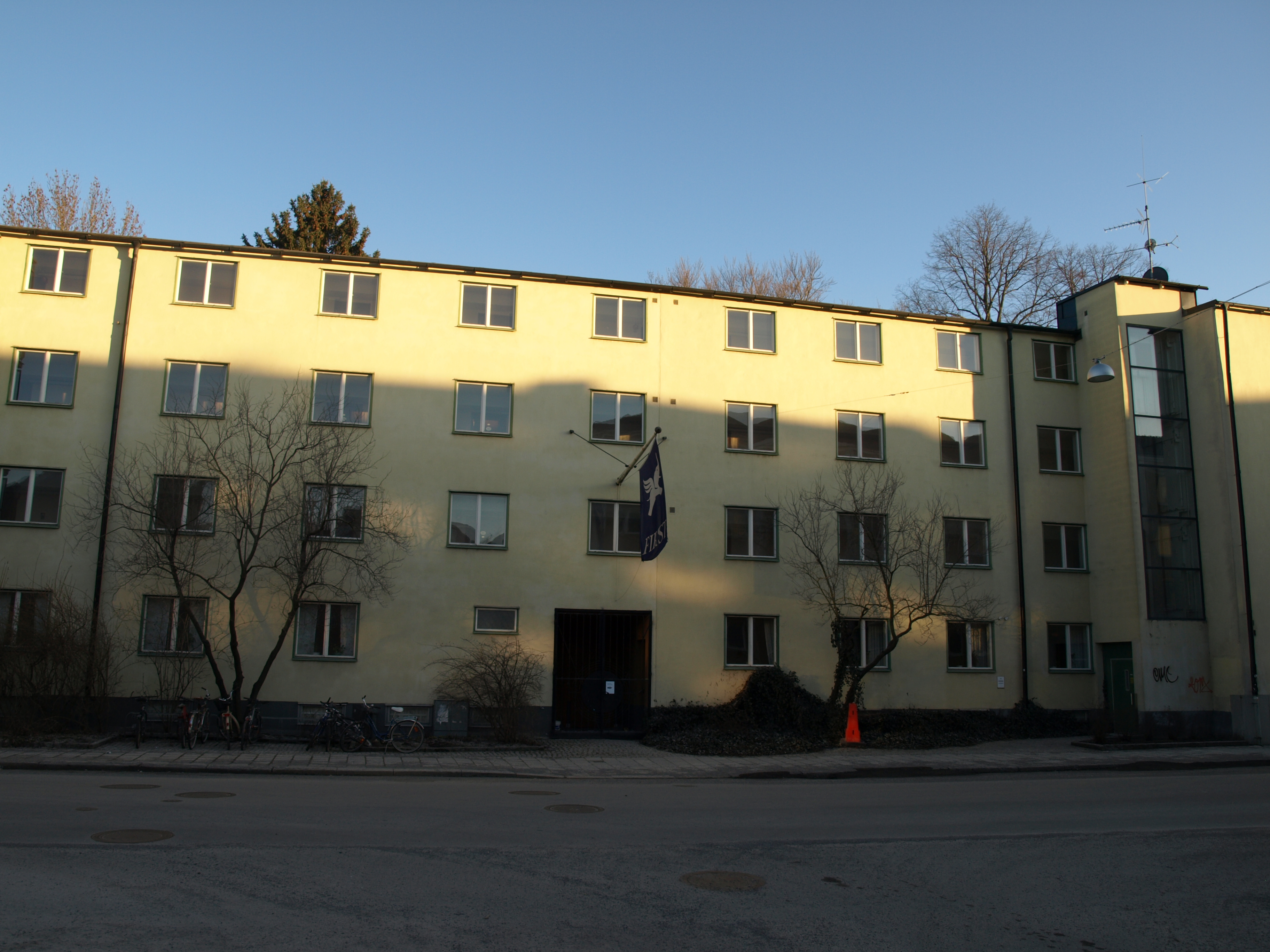
Klosettpalatset i mars 2009.

Klosettpalatset är ett studenthem på Skolgatan 45 i Uppsala. Idag utgör huset en del av Hotell Botanika. Huset byggdes år 1936 och blev det andra stora moderna studentbostadshuset i staden – efter den s.k. "Gubbhyllan" från 1929 i kvarteret Ubbo på Övre Slottsgatan.
Arkitekt var Eskil Sundahl på Kooperativa Förbundets Arkitektkontor (KFAI), där han var chefsarkitekt. Huset uppfördes åt Stiftelsen Uppsala studentbostäder i den då moderna byggnadsstilen "funkis".
Byggnaden, som är Q-märkt, hotades en tid av rivning, då hotellet ville bygga om det till ett lägenhetshotell. Beslutet drogs senare tillbaka.

## Om namnet
Det säregna namnet kommer dels av att detta var det första studenthemmet i Uppsala med toalett i anslutning till varje enskilt studentrum, dels av att studenterna, enligt sägen, en dag bestämde sig för att spola i alla toaletterna samtidigt. Eftersom stamledningen inte var dimensionerad för detta skall toaletterna då ha svämmat över.